# يوسف نحاس
يوسف نحاس يوسف بن فتح الله نحاس، (1876-1955) اقتصادي وسياسي مصري من أصل سوري.

## حياته
ولد «يوسف فتح الله نحاس» في عام 1876م بمدينة «الزقازيق» المصرية بعد أن هاجر والده من سوريا إلى مصر، حيث عمل بالزراعة وكوَّن من ذلك ثروة، وحصل على وضع اجتماعي مميز. وقد حرص والده على تعليمه، فألحقه في البداية بأحد الكتاتيب ليتعلم القرآن الكريم ومبادئ القراءة والكتابة، ثم تابع تعليمه بالمدارس حتى المرحلة الثانوية، ليسافر بعدها إلى فرنسا ويحصل على شهادة الحقوق والاقتصاد من إحدى جامعاتها، كذلك حصل على درجة الدكتوراه في الاقتصاد من هناك أيضًا.
هاجر والده إلى مصر، وأثرى من الزراعة في «الزقازيق» وبها ولد يوسف وتعلم. وحصل على الإجازة بالحقوق والاقتصاد من جامعة باريس.
بعد أن أتم دراسته بفرنسا عاد إلى مصر واستقر بالقاهرة، حيث اشتغل بالسياسة، وكتب المقال في الاقتصاد وأحوال الزراعة المصرية، وقد كان من أوائل الذين لفتوا النظر لأهمية تحسين حال الفلاح المصري اقتصاديًّا واجتماعيًّا؛ وله في ذلك كتاب هام اسمه «الفلاح» حصل به على درجة الدكتوراه في الاقتصاد من فرنسا.
عين أمينًا للنقابة الزراعية التي عمل على توسيع مظلتها وتحسين خدماتها المقدمة للفلاحين، وكذلك شارك في وضع تقرير شامل عن حالة السودان الاقتصادية والاجتماعية.

## مؤلفاته
لنحاس مؤلفات في السياسة والاقتصاد منها:
- «صفحة من تاريخ مصر السياسي الحديث».
- «تاريخ السودان».
- «ذكريات سعد، عبد العزيز، ماهر ورفاقه في ثورة سنة 1919م».
- «الفلاح المصري، حالته الاقتصادية والاجتماعية - ط».
- «مفاوضات عدلي وكرزن - ط» في القضية المصرية أيام التسلط البريطاني. ووضع تقريرا عن «حالة السودان الاقتصادية والاجتماعية - ط».[8]
- 1952 – جهود النقابات الزراعية المصرية العامة.[9]

## وفاته
توفي في القاهرة عام 1955م عن تسعة وسبعين عامًا.